# ルビーラ・イ・ビルジーリ大学
ルビーラ・イ・ビルジーリ大学（カタルーニャ語: Universitat Rovira i Virgili: IPA: [uniβəɾsiˈtad ruˈβiɾə j βiɾˈʒili]）は、スペイン・カタルーニャ州タラゴナ県タラゴナに本部を置く公立大学。略称はURV。名称は1940年代に第4代カタルーニャ議会議長を務めたアントニ・ルビーラ・イ・ビルジーリに由来している。

## 歴史
フランコ体制末期の1971年、バルセロナ大学はタラゴナに哲学・文学部と理学部のサブキャンパスを設立した。民主化後の1977年にはレウスに医学部のサブキャンパスが設立された。タラゴナとレウスにある既存の高等教育機関を統合して、1991年にはカタルーニャ州議会によって正式にルビーラ・イ・ビルジーリ大学が設立された。

## キャンパス
大学は6のキャンパスを有しており、7学部・3学校・2大学校がある。
カタルーニャキャンパス（タラゴナ）
- 芸術学部
- 法学部
- 看護学部

セスセラーデスキャンパス（タラゴナ）
- 教育学・心理学部
- 理学部
- 醸造学部
- 工学校
- 化学工学校

バポル・ノウキャンパス（レウス）
- 医学・健康科学部

ベリセンスキャンパス（レウス）
- 経済学・経営学部
- 建築学校

ビラ＝セカキャンパス（ビラ＝セカ）
- 観光学・地理学部

テレス・デ・レブレキャンパス（トルトーサ）
- 看護学大学院
- 経営学・行政学大学院
- 幼児教育・初等教育大学院